# Nackenstachler
Die Nackenstachler (Acanthosaura) sind eine Gattung der Agamen. Sie zeichnen sich vor allem durch ihre Stacheln im Nacken- und Rückenbereich sowie über den Augen aus. Von den vier bisher beschriebenen Arten sind der Grüne Nackenstachler (Acanthosaura capra) und der Maskennackenstachler (Acanthosaura crucigera) die bekanntesten.

## Verbreitung
Die Nackenstachler sind in Südostasien beheimatet, unter anderem in Ländern wie Thailand, Vietnam und Kambodscha. Dort leben sie in Wäldern mit dichtem Bewuchs. Ihrer Liebe zu fließenden Gewässern haben sie ihren Beinamen „Kleine Wasseragamen“ zu verdanken.

## Aussehen
Alle fünf Arten sind etwa mittelgroß und weisen eine lebhafte Tarnfärbung auf, die besonders gut zur Geltung kommt, wenn die Tiere Stress empfinden oder am Morgen, wenn sie Wärme tanken wollen. Die charakteristischen Stacheln im Nackenbereich sind ebenfalls bei allen Arten zu finden. 

## Arten
- Acanthosaura armata (Gray, 1827)
- Acanthosaura aurantiacrista Trivalairat, Kunya, Chanhome, Sumontha, Vasaruchapong, Chomngam, & Chiangkul, 2020
- Acanthosaura bintangensis Wood, Grismer, Grismer, Ahmad, Onn & Bauer, 2009
- Acanthosaura brachypoda Ananjeva, Orlov, Nguyen & Ryabov, 2011
- Grüner Nackenstachler (Acanthosaura capra Günther, 1861)
- Acanthosaura cardamomensis Wood, Grismer, Grismer, Neang, Chav & Holden, 2010
- Acanthosaura coronata Günther, 1861
- Acanthosaura crucigera Boulenger, 1885
- Acanthosaura lepidogaster (Cuvier, 1829)
- Acanthosaura liui Liu, Hou, Mo, & Rao, 2020
- Acanthosaura murphyi Nguyen, Do, Hoang, Nguyen, McCormack, Nguyen, Orlov, Nguyen, & Nguyen, 2018
- Acanthosaura nataliae Orlov, Truong & Sang, 2006
- Acanthosaura phuketensis Pauwels, Sumontha, Kunya, Nitikul, Samphanthamit, Wood & L. Grismer, 2015
- Acanthosaura titiwangsaensis Wood, Grismer, Grismer, Ahmad, Onn & Bauer, 2009
- Acanthosaura tongbiguanensis Liu & Rao, 2019

## Lebensweise
Im Vergleich zu anderen südostasiatischen Baumagamenarten, wie zum Beispiel den Schönechsen (Calotes), sind die Nackenstachler äußerst scheu. Meist flüchten sie ins dichte Gestrüpp, wenn sie entdeckt werden, oder drehen sich zumindest auf die dem Betrachter abgewandte Seite des Baumes, auf dem sie sitzen. Werden sie jedoch gefangen oder sehen keine Möglichkeit zur Flucht, so blähen sie als Drohgeste ihren Kehlsack auf. Bisse sind von den friedlichen Tieren nur ganz selten zu erwarten.
In Gefangenschaft gehaltene Tiere gewöhnen sich schnell an den Menschen. Sie bilden sogar so viel Vertrauen, dass man sie aus der Hand füttern kann. 
Nackenstachler haben einen recht abwechslungsreichen Speiseplan, so fressen sie nicht nur Insekten wie Grillen oder Käferlarven, sondern auch Spinnen, Regenwürmer, kleine Fische und Amphibien. Auch die gut getarnten Stabschrecken, die im gleichen Verbreitungsgebiet beheimatet sind, werden nicht verschont, sobald sie sich durch eine ungeschickte Bewegung verraten haben.